# Louis De Smeth
Louis De Smeth (1883 – 1964) Európa-bajnoki bronzérmes belga jégkorongozó.
Részt vett a legelső jégkorong-Európa-bajnokságon, az 1910-esen, ahol bronzérmes lett a belga válogatottal.